# Iklaina
Iklaina (grec moderne : Ίκλαινα) est un village historique de l'unité municipale de Pylos, Messénie, Grèce. Il est situé sur des collines peu élevées, à environ 10 km au nord-est de la ville de Pylos. D'importants vestiges archéologiques de la fin de l'Âge du bronze (vers 1600–1100 av. J.-C.) ont été mis au jour grâce à des fouilles et à des relevés de surface effectués par la Société archéologique d'Athènes et de l'Université du Missouri – St. Louis sous la direction du professeur Michael Cosmopoulos. Les découvertes comprennent un ancien palais mycénien, des murs de terrasse géants, des peintures murales, un système de drainage avancé et une tablette d'argile datée d'entre 1450 et 1350 av. J.-C. présentant un exemple précoce d'écriture linéaire B. Les autres périodes représentées sont la période classique tardive et la période byzantine. 

## Archéologie
Les fouilles systématiques d'Iklaina ont débuté en 2006, après une série de recherches qui avait eu lieu au cours des cinq années précédentes. Les archéologues ont localisé des bâtiments résidentiels datant de la fin de la période helladique MH / début de la période LH et de la période LK I/II. 
La découverte d'une grande terrasse, de 23 m sur 8 m, construite suivant le système de construction cyclopéen qui utilisait des blocs de pierre massifs, s'est révélée particulièrement importante. La « Terrasse Cyclopéenne », comme on l'appelait, supportait un grand bâtiment, de type « mégaron », avec peut-être deux ou même trois étages (appelé le complexe de la Terrasse Cyclopéenne). Bien que ce bâtiment ait été partiellement détruit, les fouilles ont révélé certaines de ses parties résiduelles et défini sa forme architecturale : il s'agissait d'un complexe de bâtiments composé de trois ailes, construit autour d'une cour rectangulaire centrale. Ces découvertes prouvent que la dernière phase de ce bâtiment s’étendait sur la période LH IIIA2, soit vers environ 1330 av. J.-C. 
Au cours de la période de fouille de 2009, plus de 2500 fragments de peintures murales ont été mis au jour. Un fragment frappant est celui représentant un navire avec trois figures humaines et des dauphins, ainsi qu'une procession composée de figures féminines. 
Ce complexe de bâtiments de la Terrasse Cyclopéenne a été complètement détruit pendant la période LH IIIA2 et n'a jamais été reconstruit. Une nouvelle activité de construction a été réalisée dans la partie nord de la colonie, où le Mégaron Γ a été construit. Il semble comprendre au moins trois chambres et un porche. Un foyer et des locaux de stockage ont été trouvés. Dans les bâtiments du côté sud, un système d'égouts particulièrement élaboré a également été découvert. 
La découverte la plus importante, cependant, a eu lieu dans une décharge à côté de l'égout central, qui contenait des éclats brûlés. On a découvert un fragment d'une tablette d'argile qui portait des inscriptions en Linéaire B des deux côtés. Cette tablette date de la période LHIIB–IIIA1, c'est-à-dire vers 1450–1400 av. J.-C., ce qui en fait la tablette mycénienne la plus ancienne de la Grèce continentale. 
En outre, au cours de la campagne de fouilles de 2012, un sanctuaire en plein air a été découvert, également unique pour cette période et pour la Grèce continentale en général. Une autre découverte importante de la même période de fouille a été un grand bâtiment rectangulaire (bâtiment X), devant lequel passait une rue pavée, d'une construction exceptionnellement élaborée, peut-être une rue processionnelle, qui ouvrait une voie pour les maisons de la ville vers le complexe de la Terrasse Cyclopéenne. 
Sur la base des preuves disponibles, il apparaît qu'Iklaina était un puissant centre mycénien au cours de la période LH IIB/IIIA1. Les grands complexes de bâtiments, les riches trouvailles, le goût raffiné et le niveau avancé de connaissances techniques des habitants attestent du fait qu'Iklaina aurait pu être la capitale d'un petit État autonome, qui se heurtait à un État voisin à Ano Englianos ; celui-ci a maîtrisé le premier et l'a rétrogradé à un rôle de capitale secondaire de l'une des provinces de Pylie . 
La destruction finale du site semble s'être produite vers 1200 av. J.-C.

## Population
| Année | Population |
| ----- | ---------- |
| 1981  | 352        |
| 1991  | 342        |
| 2001  | 361        |
| 2011  | 313        |